# Isaiah Firebrace
Isaiah Firebrace, né le 21 novembre 1999 à Moama, est un chanteur australien qui remporta X Factor Australie en 2016. Il représente l'Australie au Concours Eurovision de la chanson 2017 avec la chanson Don't Come Easy et termine à la 9e place lors de la finale.